# Гуртала, Милан
Милан Гуртала (чеш. Milan Hurtala; 16 июня 1946, Братислава — 20 марта 2021) — чехословацкий гребец, выступавший за сборную Чехословакии по академической гребле в конце 1960-х годов. Победитель и призёр первенств национального значения, участник летних Олимпийских игр в Мехико.

## Биография
Милан Гуртала родился 16 июня 1946 года в Братиславе, Чехословакия.
Наиболее значимое выступление в своей спортивной карьере совершил в сезоне 1968 года, когда вошёл в состав чехословацкой национальной сборной и благодаря череде удачных стартов удостоился права защищать честь страны на летних Олимпийских играх в Мехико. В составе экипажа-восьмёрки, куда также вошли гребцы Владимир Янош, Зденек Куба, Олдржих Свояновский, Павел Свояновский, Ян Валлиш, Отакар Маречек, Петр Чермак и рулевой Иржи Птак, стартовал на предварительном квалификационном этапе, где занял третье место, и в дополнительном отборочном заезде, где финишировал первым и тем самым вывел чехословацкую команду в финал. Однако в решающем финальном заезде Гуртала участия не принимал, здесь его заменил Карел Колеса — при этом их экипаж пришёл к финишу пятым, уступив победившей команде из Западной Германии более пяти секунд.
После Олимпиады в Мехико Милан Гуртала больше не показывал сколько-нибудь значимых результатов в академической гребле на международной арене.